# Tatra 600 kabriolet
Tatra 600 kabriolet byl navržen a postaven na sériovém podvozku Tatry 600 Tatraplan firmou Karoserie Sodomka z Vysokého Mýta (v té době už firma znárodněna na národní podnik Karosa Vysoké Mýto). 

## Historie
Měl premiéru v roce 1949 na autosalonu v Ženevě, kde získal 2. cenu v soutěži elegance. O mnoho let později byl zařazen významnými odborníky mezi přední karosářská díla Evropy celého desetiletí. Po návratu kabrioletu začaly probíhat jízdní zkoušky a měla začít sériová výroba. 
Ústřední orgány KSČ však rozhodly, že bude darován jako jeden z darů k 70. narozeninám J. V. Stalinovi. Proběhla proto úprava kabrioletu (zejména v interiéru) a kabriolet byl dne 22. prosince 1949 předán J. V. Stalinovi, jako dar československého automobilového průmyslu. Stalin v něm však zřejmě nikdy neseděl.
Používal ho diktátorův řidič, po té byl v majetku moskevské nemocnice a pak se dostal do majetku jednoho moskevského lékaře ing. Gradova, který v 70. letech 20. století kontaktoval Tatru Kopřivnice s dotazem, zda je možné tento vůz přestavět na Tatru 603. Dočkal se záporné odpovědi a nabídky na výměnu kabrioletu za Tatru 603. Tak se dostal vůz zpět v létě roku 1976 do Česka. Po dvouleté rekonstrukci byl od 22. listopadu 1978 vystaven v Technickém muzeum Tatra v Kopřivnici, kde se nachází dodnes. V roce 1997 byl tento vůz prohlášen Kulturní památkou.

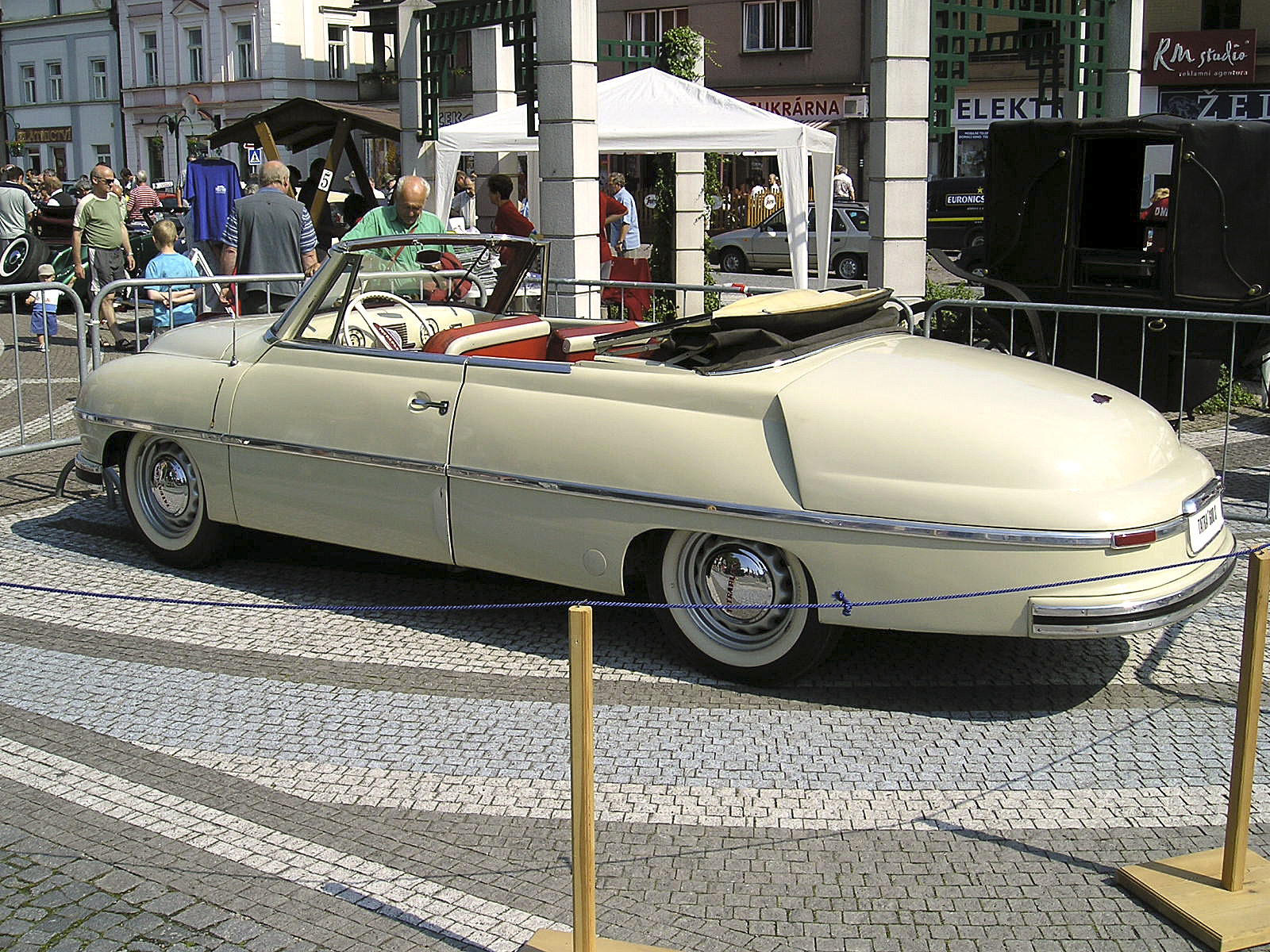
pohled zboku